# Talang Pangeran Ulu
Talang Pangeran Ulu is een bestuurslaag in het regentschap Ogan Ilir van de provincie Zuid-Sumatra, Indonesië. Talang Pangeran Ulu telt 1944 inwoners (volkstelling 2010).